# Swing (jazz)
A música swing é um estilo de jazz que se desenvolveu nos Estados Unidos durante o final da década de 1920 e início da década de 1930. Tornou-se nacionalmente popular a partir de meados da década de 1930. As bandas de swing geralmente apresentavam solistas que improvisavam sobre a melodia ao longo do arranjo. O estilo dançante de swing das big bands e bandleaders como Benny Goodman foi a forma dominante da música popular americana de 1935 a 1946, conhecida como a era swing, quando as pessoas dançavam o Lindy Hop. O verbo "fazer swing" também é usado como um termo de elogio para performances que têm um forte groove ou balanço. Músicos da era swing incluem Benny Goodman, Duke Ellington, Count Basie, Cab Calloway, Benny Carter, Jimmy Dorsey, Tommy Dorsey, Earl Hines, Bunny Berigan, Harry James, Lionel Hampton, Glenn Miller, Artie Shaw, Jimmie Lunceford e Bobby Darin.

## Visão geral
O swing tem suas raízes nos conjuntos musicais de música dançante dos anos 1920, que começaram a usar novos estilos de arranjos escritos, incorporando inovações rítmicas pioneiras de Louis Armstrong, Coleman Hawkins, Benny Carter e outros músicos de jazz. Durante a era da Segunda Guerra Mundial, o swing começou a diminuir em popularidade, e após a guerra, o bebop e o jump blues ganharam popularidade.

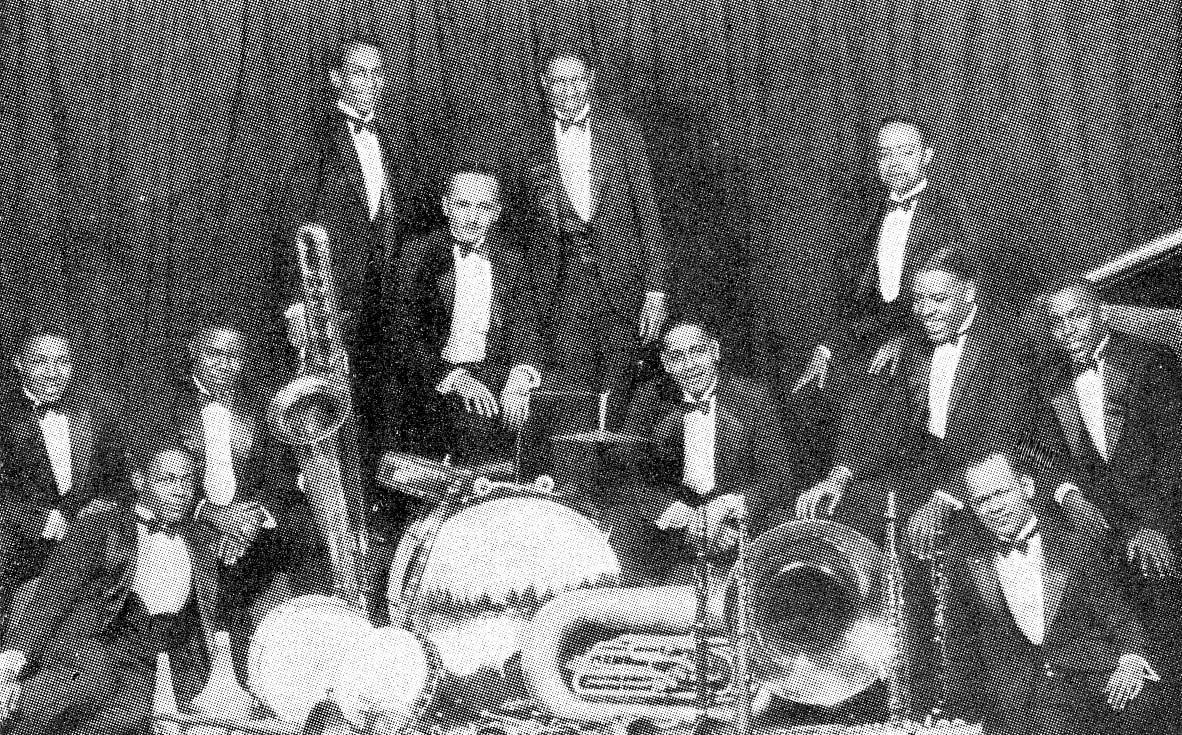
Fletcher Henderson (meio) com sua orquestra em 1925. Coleman Hawkins está sentado no chão na extrema esquerda com Louis Armstrong acima dele à direita.

O swing se fundiu com outros gêneros para criar novos estilos musicais. Na música country, artistas como Jimmie Rodgers, Moon Mullican, Milton Brown e Bob Wills introduziram elementos do swing junto com o blues para criar um gênero chamado "western swing". O famoso guitarrista cigano Django Reinhardt criou a música gypsy swing e compôs o padrão gypsy swing "Minor Swing". No final dos anos 1980 até o início dos anos 1990, surgiu um novo estilo swing de estilo urbano chamado new jack swing (New York go-go), criado pelo jovem produtor Teddy Riley. No final dos anos 1990 e início dos anos 2000, houve um revival do swing, liderado por Squirrel Nut Zippers, Brian Setzer Orchestra e Big Bad Voodoo Daddy.